# Episodi di Hill Street giorno e notte (quinta stagione)
La quinta stagione della serie televisiva Hill Street giorno e notte è stata trasmessa in anteprima negli Stati Uniti d'America dalla NBC tra il 27 settembre 1984 e il 16 maggio 1985.
| nº | Titolo originale                        | Titolo italiano | Prima TV USA      | Prima TV Italia |
| -- | --------------------------------------- | --------------- | ----------------- | --------------- |
| 1  | Mayo, Hold the Pickle                   |                 | 27 settembre 1984 |                 |
| 2  | Watt a Way to Go                        |                 | 4 ottobre 1984    |                 |
| 3  | Rookie Nookie                           |                 | 18 ottobre 1984   |                 |
| 4  | Fowl Play                               |                 | 25 ottobre 1984   |                 |
| 5  | Bangladesh Slowly                       |                 | 1º novembre 1984  |                 |
| 6  | Ewe and Me, Babe                        |                 | 8 novembre 1984   |                 |
| 7  | Blues for Mr. Green                     |                 | 15 novembre 1984  |                 |
| 8  | Fuched Again                            |                 | 22 novembre 1984  |                 |
| 9  | Low Blow                                |                 | 29 novembre 1984  |                 |
| 10 | The Rise and Fall of Paul the Wall      |                 | 6 dicembre 1984   |                 |
| 11 | Last Chance Salon                       |                 | 13 dicembre 1984  |                 |
| 12 | Intestinal Fortitude                    |                 | 10 gennaio 1985   |                 |
| 13 | Of Human Garbage                        |                 | 17 gennaio 1985   |                 |
| 14 | Dr. Hoof and Mouth                      |                 | 24 gennaio 1985   |                 |
| 15 | Davenport in a Storm                    |                 | 31 gennaio 1985   |                 |
| 16 | Washington Deceased                     |                 | 7 febbraio 1985   |                 |
| 17 | Passage to Libya                        |                 | 14 febbraio 1985  |                 |
| 18 | El Capitan                              |                 | 21 febbraio 1985  |                 |
| 19 | The Life and Time of Dominic Florio Jr. |                 | 21 marzo 1985     |                 |
| 20 | G.Q.                                    |                 | 28 marzo 1985     |                 |
| 21 | Queen for a Day                         |                 | 11 aprile 1985    |                 |
| 22 | You're in Alice's                       |                 | 9 maggio 1985     |                 |
| 23 | Grin and Bear It                        |                 | 16 maggio 1985    |                 |